# 2019년 FIFA 여자 월드컵 예선
이 문서는 2019년 FIFA 여자 월드컵의 지역 예선에 관한 문서이다.

## 예선 그룹

### 남미 축구 연맹(CONMEBOL)
- 브라질(우승 팀),  칠레(준우승 팀) 본선 직행.
- 아르헨티나(3위 팀)는 북중미카리브 지역(CONCACAF) 팀과의 대륙간 플레이오프에 진출.

### 북중미카리브 축구 연맹(CONCACAF)
- 미국(우승 팀),  캐나다(준우승 팀),  자메이카(3위 팀) 본선 직행.
- 파나마(4위 팀)는 남아메리카 지역(CONMEBOL) 팀과의 대륙간 플레이오프에 진출.

### 아시아 축구 연맹(AFC)
- 일본(우승 팀),  오스트레일리아(준우승 팀),  중화인민공화국(3위 팀),  태국(4위 팀) 본선 직행.
- 대한민국은 조 3위간 플레이오프를 통해 본선 진출.

### 아프리카 축구 연맹(CAF)
적도 기니는 FIFA의 징계 조치에 따라 참가가 금지됨.
- 나이지리아(우승 팀),  남아프리카 공화국(준우승 팀),  카메룬(3위 팀) 본선 진출.

### 오세아니아 축구 연맹(OFC)
- 뉴질랜드(우승 팀) 본선 진출.

### 유럽 축구 연맹(UEFA)
- 프랑스는 개최국 자격으로 자동으로 본선 진출.
- 잉글랜드(1조 1위 팀),  스코틀랜드(2조 1위 팀),  노르웨이(3조 1위 팀),  스웨덴(4조 1위 팀),  독일(5조 1위 팀),  이탈리아(6조 1위 팀),  스페인(7조 1위 팀) 본선 직행.
- 네덜란드는 플레이오프를 통해 본선 진출.

## CONCACAF-CONMEBOL 대륙간 플레이오프
대륙간 플레이오프는 북중미카리브 지역 4위 팀과 남미 지역 3위 팀이 맞붙게 된다.
| 팀 1       | 합계  | 팀 2   | 1차전 | 2차전 |
| ---------- | ----- | ------ | ----- | ----- |
| 아르헨티나 | 5 - 1 | 파나마 | 4 - 0 | 1 - 1 |

| 아르헨티나                                                       | 4 – 0 | 파나마 |
| ---------------------------------------------------------------- | ----- | ------ |
| 라로케테 20′ · 스타빌레 26′, 90+7′ (페널티골) · 로드리게스 90+4′ |       |        |

| 파나마   | 1 – 1 | 아르헨티나   |
| -------- | ----- | ------------ |
| 밀스 37′ |       | 본세군도 65′ |

 아르헨티나가 합계 5 – 1로 본선 진출.

## 본선 진출국

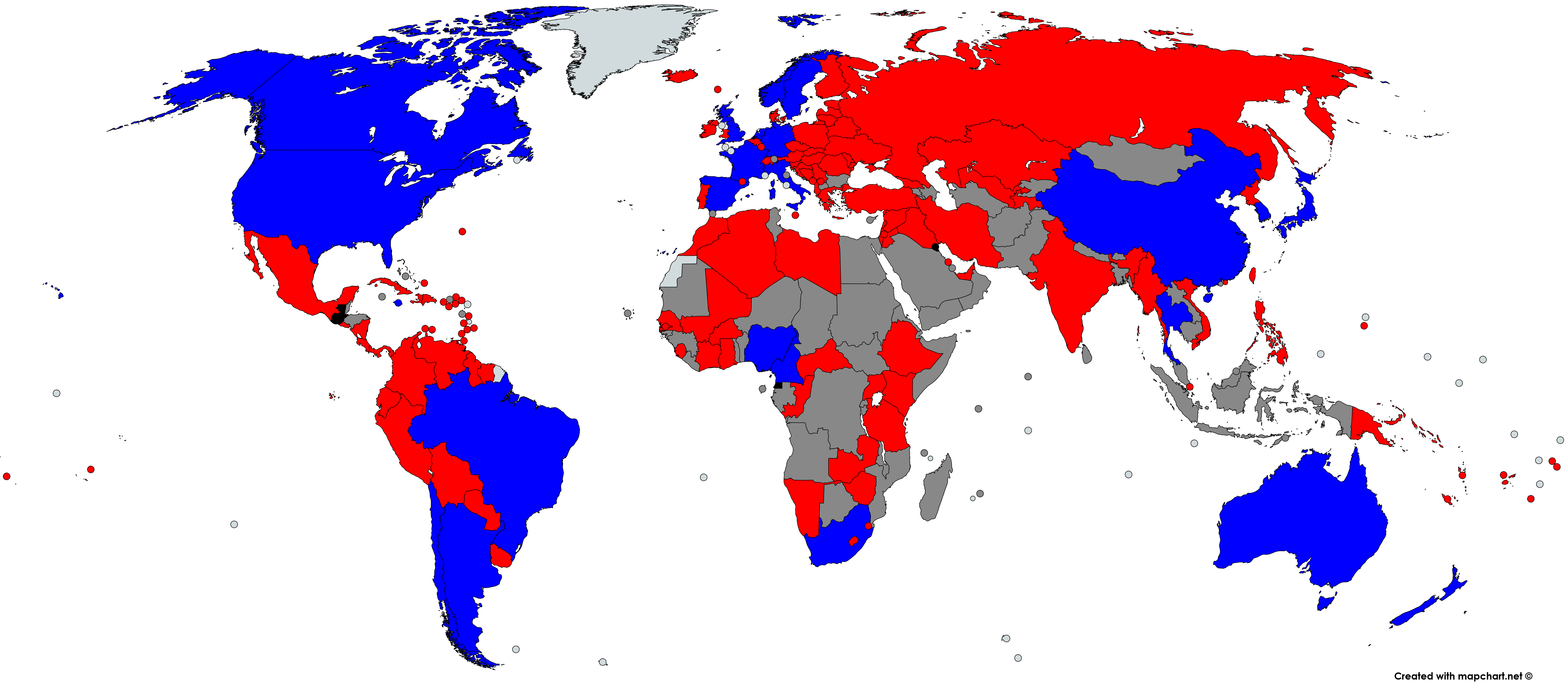
2019년 FIFA 여자 월드컵 예선

|  | 본선 진출  |
|  | 탈락       |
|  | 기권, 실격 |
|  | 불참       |

| 팀                | 본선 진출 경로                               | 본선 진출 날짜   | 본선 진출 횟수 | 연속 진출 횟수 | 마지막 진출 | 역대 최고 성적                     | FIFA 여자 랭킹 |
| ----------------- | -------------------------------------------- | ---------------- | -------------- | -------------- | ----------- | ---------------------------------- | -------------- |
| 프랑스            | 개최국                                       | 2015년 3월 19일  | 4회            | 3회            | 2015        | 4위 (2011)                         | 3              |
| 중화인민공화국    | 2018년 AFC 여자 아시안컵 3위                 | 2018년 4월 9일   | 7회            | 2회            | 2015        | 준우승 (1999)                      | 15             |
| 태국              | 2018년 AFC 여자 아시안컵 4위                 | 2018년 4월 12일  | 2회            | 2회            | 2015        | 조별 리그 (2015)                   | 29             |
| 일본              | 2018년 AFC 여자 아시안컵 우승                | 2018년 4월 13일  | 8회            | 8회            | 2015        | 우승 (2011)                        | 8              |
| 오스트레일리아    | 2018년 AFC 여자 아시안컵 준우승              | 2018년 4월 13일  | 7회            | 7회            | 2015        | 8강 (2007, 2015)                   | 6              |
| 대한민국          | 2018년 AFC 여자 아시안컵 플레이오프 승자     | 2018년 4월 16일  | 3회            | 2회            | 2015        | 16강 (2015)                        | 14             |
| 브라질            | 2018년 코파 아메리카 페메니나 우승           | 2018년 4월 19일  | 8회            | 8회            | 2015        | 준우승 (2007)                      | 10             |
| 칠레              | 2018년 코파 아메리카 페메니나 준우승         | 2018년 4월 22일  | 1회            | 1회            | 첫 출전     | 첫 출전                            | 38             |
| 스페인            | 유럽 지역 예선 7조 1위                       | 2018년 6월 8일   | 2회            | 2회            | 2015        | 조별 리그 (2015)                   | 12             |
| 이탈리아          | 유럽 지역 예선 6조 1위                       | 2018년 6월 8일   | 3회            | 1회            | 1999        | 8강 (1991)                         | 16             |
| 잉글랜드          | 유럽 지역 예선 1조 1위                       | 2018년 8월 31일  | 5회            | 4회            | 2015        | 3위 (2015)                         | 4              |
| 스코틀랜드        | 유럽 지역 예선 2조 1위                       | 2018년 9월 4일   | 1회            | 1회            | 첫 출전     | 첫 출전                            | 20             |
| 노르웨이          | 유럽 지역 예선 3조 1위                       | 2018년 9월 4일   | 8회            | 8회            | 2015        | 우승 (1995)                        | 13             |
| 스웨덴            | 유럽 지역 예선 4조 1위                       | 2018년 9월 4일   | 8회            | 8회            | 2015        | 준우승 (2003)                      | 9              |
| 독일              | 유럽 지역 예선 5조 1위                       | 2018년 9월 4일   | 8회            | 8회            | 2015        | 우승 (2003, 2007)                  | 2              |
| 캐나다            | 2018년 CONCACAF 여자 축구 선수권 대회 준우승 | 2018년 10월 14일 | 7회            | 7회            | 2015        | 4위 (2003)                         | 5              |
| 미국              | 2018년 CONCACAF 여자 축구 선수권 대회 우승   | 2018년 10월 14일 | 8회            | 8회            | 2015        | 우승 (1991, 1999, 2015)            | 1              |
| 자메이카          | 2018년 CONCACAF 여자 축구 선수권 대회 3위    | 2018년 10월 17일 | 1회            | 1회            | 첫 출전     | 첫 출전                            | 53             |
| 네덜란드          | 유럽 지역 예선 플레이오프 승자               | 2018년 11월 13일 | 2회            | 2회            | 2015        | 16강 (2015)                        | 7              |
| 아르헨티나        | CONCACAF-CONMEBOL 대륙간 플레이오프 승자     | 2018년 11월 13일 | 3회            | 1회            | 2007        | 조별 리그 (2003, 2007)             | 36             |
| 나이지리아        | 2018년 아프리카 여자 네이션스컵 우승         | 2018년 11월 27일 | 8회            | 8회            | 2015        | 8강 (1999)                         | 39             |
| 남아프리카 공화국 | 2018년 아프리카 여자 네이션스컵 준우승       | 2018년 11월 27일 | 1회            | 1회            | 첫 출전     | 첫 출전                            | 48             |
| 카메룬            | 2018년 아프리카 여자 네이션스컵 3위          | 2018년 11월 30일 | 2회            | 2회            | 2015        | 16강 (2015)                        | 46             |
| 뉴질랜드          | 2018년 OFC 여자 네이션스컵 우승              | 2018년 12월 1일  | 5회            | 4회            | 2015        | 조별 리그 (1991, 2007, 2011, 2015) | 19             |